# Đảo Anak Bukom
Pulau Anak Bukom là một cù lao nhỏ với diện tích 0,2 Hecta, nằm phía tây nam Singapore, giữa đảo Bukom và đảo Bukom Kechil. Trong tiếng Mã Lai Anak Bukom có nghĩa là "con của Bukom".